# Păltinoasa
Păltinoasa is een Roemeense gemeente in het district Suceava.
Păltinoasa telt 5807 inwoners.